# ココリコ遠藤章造の「有限会社青天井」
ココリコ遠藤章造の「有限会社青天井」（ココリコえんどうしょうぞうの「ゆうげんがいしゃあおてんじょう」）は、ヨシモトファンダンゴTVで放送されていた番組。第93回で終了。

## 内容
30分間遠藤を中心に面白話をしたり、視聴者からの恋愛相談をしたりする番組。収録はルミネTHEよしもとのロビー（喫煙場所）で行われていた。宇野プロデューサー曰く「新宿の夜景が一望できるから」。
そもそもはインターネットサイトFandango!において、生収録を動画で配信し、その収録中に視聴者からのメッセージを掲示板で受け付けるというスタイルで収録していた。生収録は1時間から2時間で、CS放送でのオンエアはそれを30分に編集したものである。
番組開始1年ほどは遠藤・福田・長瀬を基本として、遠藤中心に話す番組であった。福田と遠藤がゴルフのパター対決を行ったり（ロケではなくロビーで行った）、それに負けた遠藤が罰ゲームとして手作り弁当を披露したりと、かなり自由な企画を行っていた。一度だけインターネット視聴者10名をギャラリーとして呼んだ回もある。
その後徐々に、ゲストを迎えて遠藤が仕切るようなトーク番組へと変わっていった。
出演のほとんどが吉本興業所属の芸人・タレントのヨシモトファンダンゴTVの番組の中でも、特にこの番組は遠藤の交友関係を活かしながら、事務所の枠を超えた他事務所からのゲストが多かった。

## レギュラー出演
- 遠藤章造（ココリコ）
- 桑折（じゃぴょん）（第35回から）
- 福田雄一（トークに同席。放送作家。）
- 長瀬みのり（トークに同席。パソコン担当。）
- 山地マネージャー
- 内山マネージャー
- 西林マネージャー

## ゲスト
- 藤井隆
- 小日向しえ
- 三又忠久（ジョーダンズ）
- ワッキー（ペナルティ）
- 坂下千里子
- 山口もえ
- 森下くるみ
- 安藤亮司
- 羽生（Bコース）
- 熊谷岳大（ガリットチュウ）
- 増本庄一郎
- 新井（はりけ〜んず）
- 佐藤仁美
- 山崎樹範
- 富田麻帆
- 平畠啓史（DonDokoDon）
- 池端忍
- 庄司智春（品川庄司）
- ほしのあき
- 東貴博（Take2）
- 中川翔子
- ずん
- 小林恵美
- ねじりはちまき
- 下村真里
- P.I.MONSTER
- 堤下敦（インパルス）
- 松本まりか
- 川崎真央
- クワバタオハラ
- 神楽坂恵
- 葉川空美
- 吉田智美
- 類家明日香
- 華彩なな
- 大網亜矢乃
- 山本圭壱（極楽とんぼ）